# Odontites violacea
Odontites violacea är en snyltrotsväxtart som beskrevs av Auguste Nicolas Pomel. Odontites violacea ingår i släktet rödtoppor, och familjen snyltrotsväxter. Inga underarter finns listade i Catalogue of Life.